# Nhân sâm

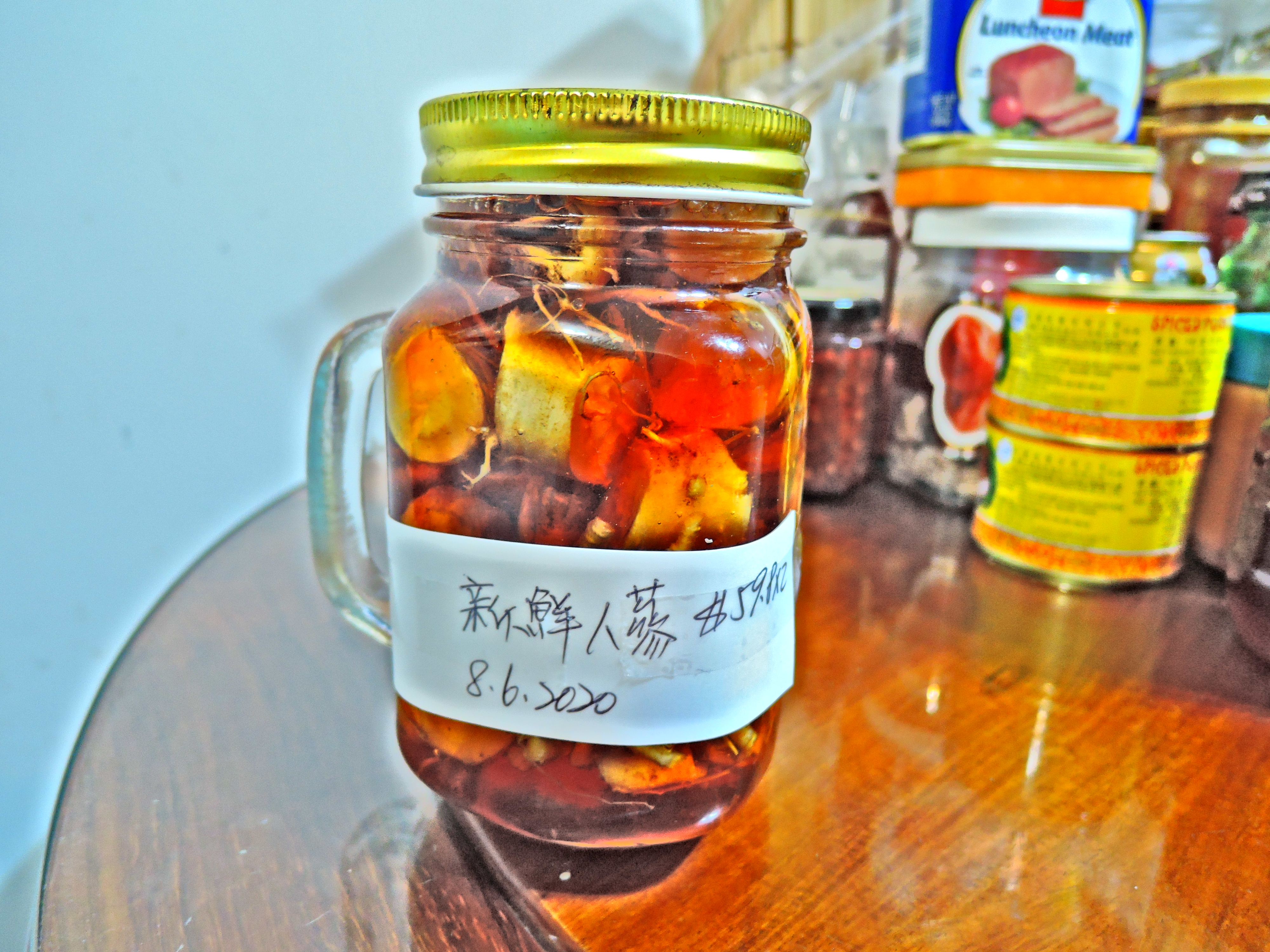
Nhân sâm với mật ong

Nhân sâm hay đôi khi gọi tắt đơn giản là sâm (Danh pháp khoa học: Panax ginseng) là một loài thực vật có hoa trong Họ Cuồng. Loài này được C.A.Mey. mô tả khoa học đầu tiên năm 1842. Dù nhân sâm đã được sử dụng trong Đông y trong nhiều thế kỷ với tính cách là một vị thuốc quý có ít bằng chứng từ nghiên cứu lâm sàng về tác dụng của nhân sâm đối với sức khỏe.

## Phân bố
Là loài thực vật mọc hoang và trồng ở vùng Cao Ly nay là CHDCND Triều Tiên và Hàn Quốc. Ở Trung Quốc có 2 tỉnh miền Đông Bắc là: Liêu Ninh và Cát Lâm. Liên Bang Nga có ở miền Viễn Đông, nhưng trên thị trường thế giới người ta chỉ chuộng nhân sâm có xuất xứ từ CHDCND Triều Tiên và Hàn Quốc, có tên chung là Sâm Cao Ly. Nhân Sâm Hàn Quốc: Theo lịch sử y học cổ truyền của Trung Quốc từ 3.000 năm trước Công Nguyên, Nhân Sâm đã được nói đến như là một thần dược trong "Thần nông bản thảo" của vua Thần Nông. Nhân sâm có ở nhiều quốc gia khác nhau như: Ấn Độ, Triều Tiên, Nhật Bản, Vùng Viễn Đông Nga, Vùng Bắc Mỹ (Hoa Kỳ) nhưng nổi tiếng nhất vẫn là Sâm Triều Tiên, Hàn Quốc.

## Công dụng
Nhân sâm là loài thảo dược quý hiếm và rất khó trồng, là một vị thuốc quý của y học cổ truyền. Nhân sâm là một trong bốn loại thuốc quý (Sâm – Nhung - Quế - Phụ) của Đông Y từ hàng ngàn năm trước. Ngày nay Y học hiện đại đã có nhiều công trình nghiên cứu xác nhận nhiều dược lý của nhân sâm như tăng lực, tăng trí nhớ, bảo vệ cơ thể chống stress, bảo vệ và tác động lên hệ miễn dịch giúp chống viêm, bảo vệ tế bào chống lão hóa, tăng sức đề kháng cho cơ thể đồng thời còn phát hiện thêm nhiều tác dụng mới của nhân sâm, mà trước đây người xưa chưa biết.
- Tăng sức đề kháng, tăng sức bền vận động, giảm mệt mỏi, rút ngắn thời gian phục hồi sau vận động quá độ.
- Ngăn ngừa lão hóa duy trì tuổi thanh xuân.
- Giúp lưu thông tuần hoàn máu, tạo hồng cầu, chống thiếu máu, huyết áp thấp và các bệnh về tim và giúp cân bằng huyết áp
- Cải thiện năng lực tinh thần, tăng trí nhớ, chống suy sụp rối loạn thần kinh stress, tăng cường trí lực, sinh lực,
- Phòng xơ cứng động mạch, tăng khả năng miễn dịch, chữa đau dạ dày, giảm khả năng mắc ung thư, bệnh tiểu đường[5]
- Giảm thiểu căng thẳng và khiến bạn được thư giãn, giúp tăng sự tập trung
- Có lợi cho người bị mất ngủ, giúp cải thiện những rắc rối sức khỏe tình dục ở nam giới.
- Tăng tiết các dịch cơ thể, giảm cơn khát, ngừa bệnh tiểu đường.
- Thúc đẩy các quá trình sinh tổng hợp quan trọng, tăng cường khả năng miễn dịch, chống oxy hóa, làm chậm quá trình lão hóa, giúp cơ thể chịu đựng và vượt qua các điều kiện bất lợi bên ngoài (nóng, lạnh, tia bức xạ, hóa chất độc hại)...
- Bình thường hóa các chức năng hô hấp, chống lao và suyễn.
- Nâng đỡ hệ thống tiêu hóa, tiêu chảy và táo bón.
- Giải độc, ngăn ngừa kích ứng da, viêm da và các bệnh về da.